# Josefina Sruoga
María Josefina Sruoga (n. el 23 de agosto de 1990 en Buenos Aires) es una jugadora argentina de hockey sobre césped, que fue integrante de Las Leonas, la selección mayor de Argentina, hasta el anuncio de su retiro en septiembre de 2015, con las que participó en los Juegos Olímpicos de Londres 2012 y ganó la medalla de plata. Obtuvo cuatro veces la medalla de oro en el Champions Trophy (2009, 2010, 2012 y 2014), medallas de plata en el Champions Trophy 2011 y en los Juegos Panamericanos de 2011 y 2015 y la medalla de bronce en la Copa del Mundo 2014. Fue designada como la mejor jugadora del Torneo de las Cuatro Naciones de Quilmes 2011. Becada por la Secretaría de Deportes de la Nación.

## Carrera deportiva
Se formó deportivamente en el Gimnasia y Esgrima de Buenos Aires (GEBA).
En 2009, fue convocada a integrar la selección mayor argentina, obteniendo de manera consecutiva la medalla de oro en el Champions Trophy de 2009 y 2010. En 2011, obtuvo medallas de plata en el Champions Trophy y los Juegos Panamericanos. Ese año, también fue elegida como la mejor jugadora del Torneo de Cuatro Naciones. En 2012, obtuvo su tercer título en el Champions Trophy y ese mismo año fue seleccionada para competir en los Juegos Olímpicos en donde obtuvo la medalla de plata. En 2014, ganó su cuarto Champions Trophy en Mendoza, Argentina y la medalla de bronce en el Campeonato Mundial.
En 2015, fue parte del equipo que compitió en los Juegos Panamericanos donde obtuvo la medalla de plata.

## Relaciones familiares
Es hermana de Daniela Sruoga, también jugadora de hockey sobre césped  y exintegrante de las Leonas y de Eugenia Sruoga, otra destacada jugadora del mismo deporte.